# Питер (Костромская область)
Пи́тер — деревня в Вохомском районе Костромской области России, входит в состав Тихоновского сельского поселения.

## История и общие сведения
```
Люди поселились в этих краях преджположительно в XVIII веке, а сама деревня возникла в середине IXX века, без ведома властей, почти одновременно с соседними деревнями (Ермачата, Богачи, Раменье, Проскурино, Трошата, Ивачата, Дубиново, Плоская, Чихалята, Скородумово, Щёткино, Осиновка (Брякотунья)) недалеко от оживлённого торгового маршрута с Вяткой и Великим Устюгом. В то время эта территория принадлежала Павинской волости Никольского уезда Вологодской губернии. Основателями были беглые крестьяне, со слов местных старожилов, предположительно, с направления посёлка Павино. Они бежали от своих хозяев, голода, смуты и непосильных налогов того времени, к тому же, с падением Казанского ханства, появилась возможность освоения новых земель. Не исключено, что среди переселенцев были также бандиты и военные дезертиры, так как в этих краях часто скрывались от власти. По некоторым данным, деревню основали 8 семей, носивших 4 фамилии (Тюляндины, Кулаковы, Шубины и Пановы). Изначально деревня называлась 
Максимовское
 по названию местной речки 
Максимовка
. Территория была глухой и лесистой, поэтому переписчики боялись заходить в эти места, а ближайшие представительства власти находились за сотни вёрст отсюда. Жители в лесу расчищали поляны, затем на них несколько лет подряд растили культуры, после этого там пасли скот (территории называли «поскотинами»), или просто в лесу. Активно велось подсечно-огневое земледелие, и жители при снижении продуктивности земель часто переезжали на новое место. Когда же деревня была обнаружена, то местные жители стали активно промышлять лесозаготовкой, пенькой, плотничеством. Сельсовет располагался в деревне Дубиново, она же считалась центром вышеперечисленных деревень. В начале XX века в деревне Максимовское построили школу, и центр постепенно переместился сюда. Так как ближайшая, самая древняя в Вохомском крае, церковь находилась в селе Тихон, день рождения села — Тихонов день, был основным местным праздником, — день перед сенокосом, 29 июня. Именно Максимовское (ныне — 
Питер
) в здешних местах было центром празднования вплоть до 1980-х годов, куда стекался люд со всех окрестностей, чтобы попасть на праздник, проходя порой до 30 километров. Там проходили ежегодные «игрища» — гуляния с песнями и плясками. В деревню приезжала ярмарка, жители вязали детям обновки, варили брагу и пиво. В определённом месте проходили пляски, да такие, что годами потом оно не зарастало травой. До Первой мировой войны существовал проект постройки капитальной дороги Павино — Вохма, идущей через деревню. Начиная с 1918 года, территория принадлежала нескольким разным губерниям, пока 13 августа 1944 года Павинский и Вохомский районы не были переданы Костромской области. Где-то в 1932 году, деревня официально стала называться «Питер». Название это пошло от нарицания заехавших людей. Тогда в деревне была всего одна улица, и первый дом с балконом и резными ставнями очень понравился им, с тех пор и пошла молва, и стали нарекать деревню «Питером». Жительница деревни говорит:
```

Приехали землемеры, пять мужиков их было. А дома все были красивые, ухоженные. Они ходили по деревне и причитали: "Ой, как красиво, как в Питере прям ...". А, перед уездом они на одном заборе написали чем - то чёрным: "Деревня - второй Питер". С тех пор все и стали величать деревню "Питером".— Тюляндина Валентина Андреевна; 2018 г.
В 1930-е годы жители деревни пострадали от «перегибов», связанных с коллективизацией на деревне, многие жители были несправедливо раскулачены, часть их была отправлена в тюрьму, часть в ней и сгинула. Но в то же время, в ходе коллективизации был организован колхоз «Красный Шубот», и в деревню пришла техника. Появились трактора «СХТЗ 15/30» на керосине, а затем «ХТЗ-Т2Г» на дровах. Когда началась война, значительная часть трудоспособного населения отправилась на защиту Родины, также для нужд армии были отданы трактора и все хорошие лошади. Так как колхоз промышлял не только сельским хозяйством, но и лесозаготовкой, то оставшиеся женщины и дети вручную сплавляли лес по Шуботу, впадающему в Вохму, Ветлугу и далее, в Волгу. После войны быт постепенно наладился. Вернулась и техника, и люди, правда, далеко не все. В 1959 году «Красный Шубот» стал центральным колхозом совхоза «Шуботский». Тогда же подключили деревню к постоянному электроснабжению (до этого источником электроэнергии была генераторная станция, подававшая электроэнергию по определённым часам). Бум строительства частного сектора деревни пришёлся на 1960-е годы. Тогда было построено ещё 5 улиц, но названы они не были до сих пор (хотя последняя из них носила название «Новая»), и поэтому адресные единицы не разделяются по улицам. В деревне имелись ясли, детский сад, школа, библиотека, почта, радио телефонная станция с распределением на частные телефоны, магазин, клуб с кинопроектором и звуковой аппаратурой, медпункт, столовая, КБО (Комбинат бытового обслуживания), осуществлявший ремонт обуви и пошив одежды. Также в колхозе имелась контора совхоза, пилорама, конюшня, свинарник, молочная ферма и маслозавод (за продукцией которого местные военные прилетали на вертолёте). Во второй половине 1970-х годов из леспромхоза были присланы люди с целью постройки двухквартирных деревянных домов из цельного бревна (всего было построено 19 таких домов). Тогда же была построена двухэтажная школа, в которой работало до 15 служащих и специалистов и обучалось до 100 учеников. В это же время была запущена водокачка с артезианской водой и двумя водонапорными башнями, и проведён водопровод к домам. Всего в деревне насчитывалось 200—300 жителей, а в совхозе состояло более 700 человек (в их число входили жители соседних посёлков и деревень). Во время Перестройки колхоз преобразовался в товарищество, затем в кооператив. К 1990-м годам деревня постепенно пришла в упадок. Молочная ферма обанкротилась, маслозавод закрылся. Жители бывшего совхоза разъехались по соседним сёлам и деревням. Многие подались в Вохму, Кострому, Москву и т. д. Сегодня деревня Питер находится на пути вымирания в полузаброшенном состоянии. Почтовое отделение прекратило существование в 2017 году. Школа закрыта и разграблена, многие здания разобраны на дрова, среди постоянного населения нет молодёжи, а от перечисленных в начале деревень не осталось ни одной. Но в деревню иногда приезжает фельдшер, работает водокачка, трансформаторная подстанция, 3 дня в неделю магазин. Благодаря частной лесозаготовке, зимой чистится грунтовая дорога. На начало 2015 года в деревне проживало 35 человек, жители промышляют натуральным хозяйством. Благодаря равномерному во всех направлениях удалению деревни от крупных промышленных центров и чистой артезианской воде, в этом районе складывается весьма благоприятная экологическая обстановка, с которой ценится местная продукция натурального хозяйства.

## Население
| 2008 | 2010 | 2014 |
| ---- | ---- | ---- |
| 103  | ↘81  | ↘35  |

## Интересные
- В Питере находились маятниковые одиночные качели на цепях, настолько большие, что на них могло раскачаться до 15 человек.
- В совхозе жил знаменитый в этих землях силач Кислер Иван Данилович, при росте 1,75 — 1,78 м легко поднимавший груз в 17 пудов (≈278 кг).